# Barry Sparks
Barry Sparks (Lucasville, Ohio, 20 de Junho de 1968) é um baixista estadunidense, conhecido, entre outros, por seu trabalho com a banda de rock Dokken.
Em 2001, Sparks lançou seu primeiro álbum solo, "Glimmer of Hope", em formato acústico, e em sua própria gravadora, Moonbeam Music. Um segundo álbum, "Can't Look Back", com participações especiais de Billy Gibbons e Ted Nugent foi lançado em 2004.